# Rossall
Rossall è un sobborgo della città di Fleetwood nel Lancashire, Inghilterra. Si trova su una pianura costiera chiamata The Fylde.
Nel Domesday Book del 1086 era indicata come Rushale ed in documenti posteriori come Rossall (1212) e Roshale (1228).